# آنتونیه ندوشینسکا
آنتونیه ندوشینسکا (چکی: Antonie Nedošinská؛ ۲۶ ژوئن ۱۸۸۵ – ۱۷ ژوئیهٔ ۱۹۵۰) بازیگر اهل اتریش-مجارستان بود.
از فیلم‌ها یا مجموعه‌های تلویزیونی که وی در آن‌ها نقش داشته‌است، می‌توان به قصه‌های چاپک اشاره نمود.